# Серп и Молот (Волгоградская область)
Серп и Молот — посёлок в юго-восточной части Новониколаевского муниципального района Волгоградской области, административный центр Серпо-Молотского сельского поселения.

## История
История образования поселения начинается в сентябре 1929 года, когда рабочие московских предприятий приняли решение о создании социалистического сельского хозяйства. «Медовский» — первое название хутора. К 1960 году здесь совхоз закрепился, и сейчас поселок носит название «Серп и Молот».
В соответствии с Законом Волгоградской области от 22 декабря 2004 года № 975-ОД «Об установлении границ и наделении статусом Новониколаевского района и муниципальных образований в его составе», посёлок возглавил образованное Серпо-Молотское сельское поселение.

## География
Расположен в северо-западной части Волгоградской области, в степной зоне, в пределах Хопёрско-Бузулукской равнины.

## Население
| 2010 |
| ---- |
| 875  |

## Инфраструктура
В регионе развито сельское хозяйство, а также личное подсобное хозяйство.

## Транспорт
Подъезд от автомобильной дороги «М-6 „Каспий“ — Куликовский — Хоперский — Верхнекардаильский — Новониколаевский» к п. Серп и Молот (идентификационный номер 18 ОП МЗ 18Н-88-1).